# Sơn ca cánh trắng
Sơn ca cánh trắng, tên khoa học Melanocorypha leucoptera, là một loài chim trong họ Alaudidae.
Sơn ca cánh trắng được tìm thấy từ miền nam Ukraine qua Kazakhstan đến miền trung nam nước Nga. Loài này là di cư một phần, với những quần thể chim có xu hướng di chuyển về phía nam vào mùa đông. Các cá thể chim cực nam chủ yếu là cư dân. Nó là một loài rất hiếm thấy ở Tây Âu.